# بيت ناطر
بيت ناطر قرية تقع في الجهة الغربية الجنوبية من مدينة حماة وتبعد عنها 52 كم وتتبع إداريا إلى بلدة عين حلاقيم وتبعد عنها 4 كم في منطقة مصياف التي تقع في الجهة الشمالية على بعد 18كم من القرية. ويوجد في القرية وحدة إدارية هي بلدية تضم كل من (حوير التركمان - حرمل)

## لمحة
تقع القرية في وديان محاطة بالجبال تشتهر هذه القرى بالأشجار المثمرة كالتفاح والزيتون والخوخ التركي وهذه الزراعات المذكورة مصدر رزق وعيش لأهاليها.
- تمتاز بالمناخ المعتدل صيفاً وشتاء ومعدلات هطول الأمطار فيها كبيرة وتتساقط فيها الثلوج منسوبها عن سطح البحر حوالي /800/م.
- تمتاز بالمناظر الجميلة في فصل الصيف كونها مشجرة.
- مخدمة بشبكات الهاتف والمياه والصرف الصحي والكهرباء.
- بالإضافة إلى وجود مركز صحي.
- بعض عيادات الأطباء.
- يوجد مدارس حلقة أولى + حلقة ثانية في هذه القرى أما الثانوية فيتوجهون إلى القرى المجاورة مثل نيصاف - البياضية – بعرين – برشين.